# Sergej Maslobojev

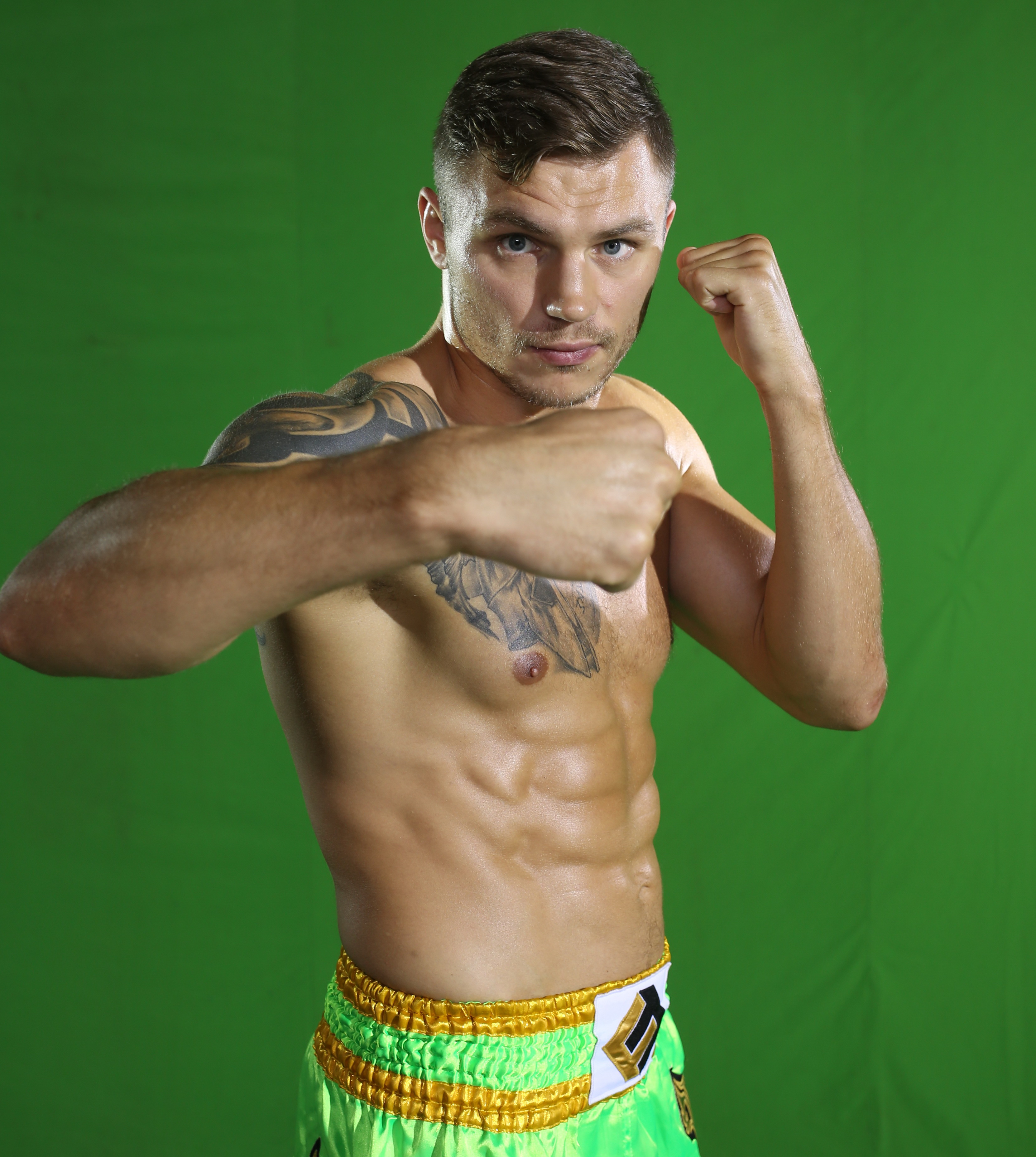
Sergej Maslobojev, 2016

Sergej Maslobojev (* 22. Mai 1987 in Klaipėda, „‘Kuvalda’“ – dt. Vorschlaghammer) ist ein litauischer Mixed-Martial-Arts-Sportler, Boxer und Kickboxer, der derzeit bei GLORY unter Vertrag steht. Er ist der aktuelle WAKO World Heavyweight K-1 Champion und der frühere zweifache King of Kings Heavyweight Champion. Er ist 1,89 m groß und hat ein Kampfgewicht von 95 kg.

## Leben
Maslobojev betreibt seit 2018 ein eigenes Fitnessstudio in Vilnius. Er hat seine eigene Marke „KUVALDA Team“. Er nimmt regelmäßig an verschiedenen Wohltätigkeitsveranstaltungen teil, besucht Waisenhäuser, Rehabilitationszentren für Erwachsene, Haftanstalten für Kleinkinder, Kinder mit onkologischen Erkrankungen in Krankenhäusern, ist Mitglied von UNICEF, organisiert Seminare in den litauischen Streitkräften und offene Trainingseinheiten für Menschen, die die Kampfkünste kennenlernen wollen.

## Titel (Auswahl)
Kickboxen (Profi)
- 2007 WKA Heavyweight Championship
- 2009 Baltic Muay Thai Light Heavyweight Championship
- 2011 KOK Europe Heavyweight Grand Prix Winner
- 2015 European Union of Martial Sports Kickboxing Light Heavyweight World Championship
- 2015 KOK Heavyweight Championship
- 2017 WAKO World K-1 Heavyweight Championship
- 2017 KOK Heavyweight Championship

Kickboxen (Amateur)
- 2012 Silber WAKO European K-1 -91kg Championship
- 2013 Gold Polish Kickboxing -91kg Championship
- 2013 Gold WAKO World K-1 -91kg Championship
- 2014 Gold WAKO European K-1 -91kg Championship
- 2018 Gold WAK-1F World K-1 -91kg Championship

Boxen
- 2012 Bigger’s Better 17 Heavyweight Tournament Winner
- 2013 Bigger’s Better 26 Heavyweight Tournament Winner